# Kostel svatého Petra a Pavla (Mimoň)
Kostel svatých Petra a Pavla v Mimoni v okrese Česká Lípa v Libereckém kraji je římskokatolický farní kostel a je i díky své poloze na vyvýšeném místě hlavní dominantou města. Současná barokní podoba kostela je ze 17. století, kdy nahradil starší kostel na stejném místě. V roce 1806 vyhořel i se sousední kaplí, byl však obnoven. Chrám stále slouží svému účelu a je ve správě římskokatolické farnosti Mimoň. Je chráněn jako kulturní památka.

## Historie

### Starý kostel

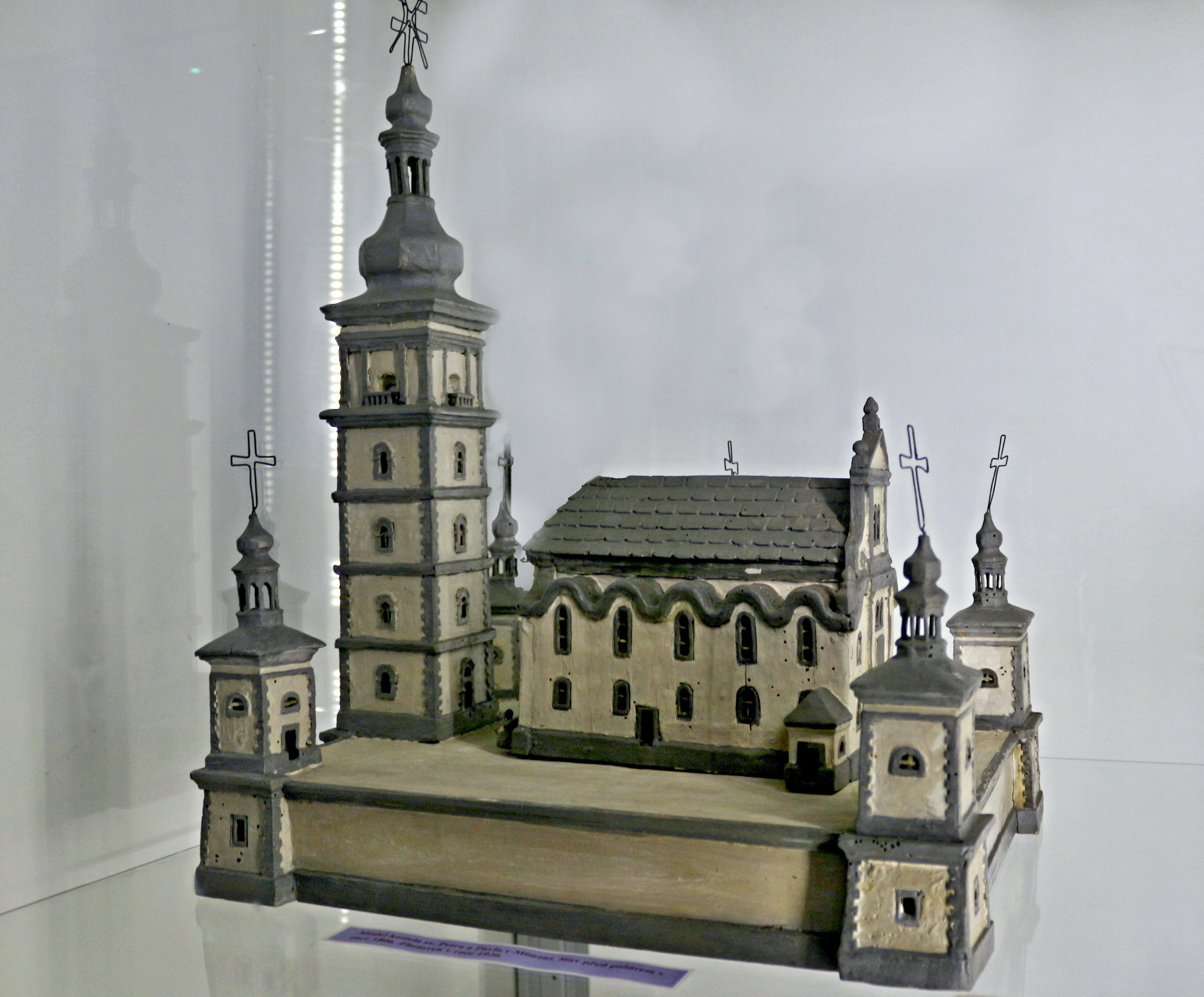
Model kostela v Městském muzeu Mimoň. Podoba z doby před požárem: na modelu jsou všechny rohové kaple, kostelní věž je ještě oddělená od chrámové lodi.

Existence kostela na návrší nad městem je zřejmá již ve 12. století ze zachovalého seznamu Litoměřického katalogu kněžstva a od roku 1352 jsou známi i jeho duchovní správci. Byl postaven na místě mimoňského hradu spolu s farou a zasvěcen apoštolům Petru a Pavlovi. Vrch s pískovcovým základem se pak nazýval Kostelní vrch, tedy Kirchberg.
V roce 1450 byly do kostela zavěšeny zvony a později byl rozšířen o postranní oltáře. Ve druhé polovině 16. století byl kostel veden protestantskými pastory, počátkem 17. století se vrátil do správy římskokatolické církve.
Roku 1647 obdržel kostel od pozdějšího papeže Alexandra VII. ostatky svatých jáhnů sv. Agapita a sv. Jiří a od té doby se datuje zasvěcení kostela čtyřem patronům. Podle jiných zdrojů ostatky dostal roku 1650 majitel mimoňského panství Jan Putz z Adlersthurnu od papeže Inocence X. a do (nového) kostela je uložili jeho synové v září 1663. Po roce 1661 byl nevelký dřevěný kostel zbořen, aby ustoupil novému kostelu kamennému.

### Nový kostel
Místo starého kostela vystavěl na pokyn majitele města Jana Putze z Adlersthurnu v letech 1661 až 1663 italský stavitel Giulio Broggio kostel nový v barokním slohu z kamene. Počáteční práce měl na starosti italský stavitel Carlo Giuseppe Bossi. Krátce poté byla postavena i věž, která byla s kostelem propojena později, za nového majitele panství, Jana Ignáce Putze, syna předchozího.

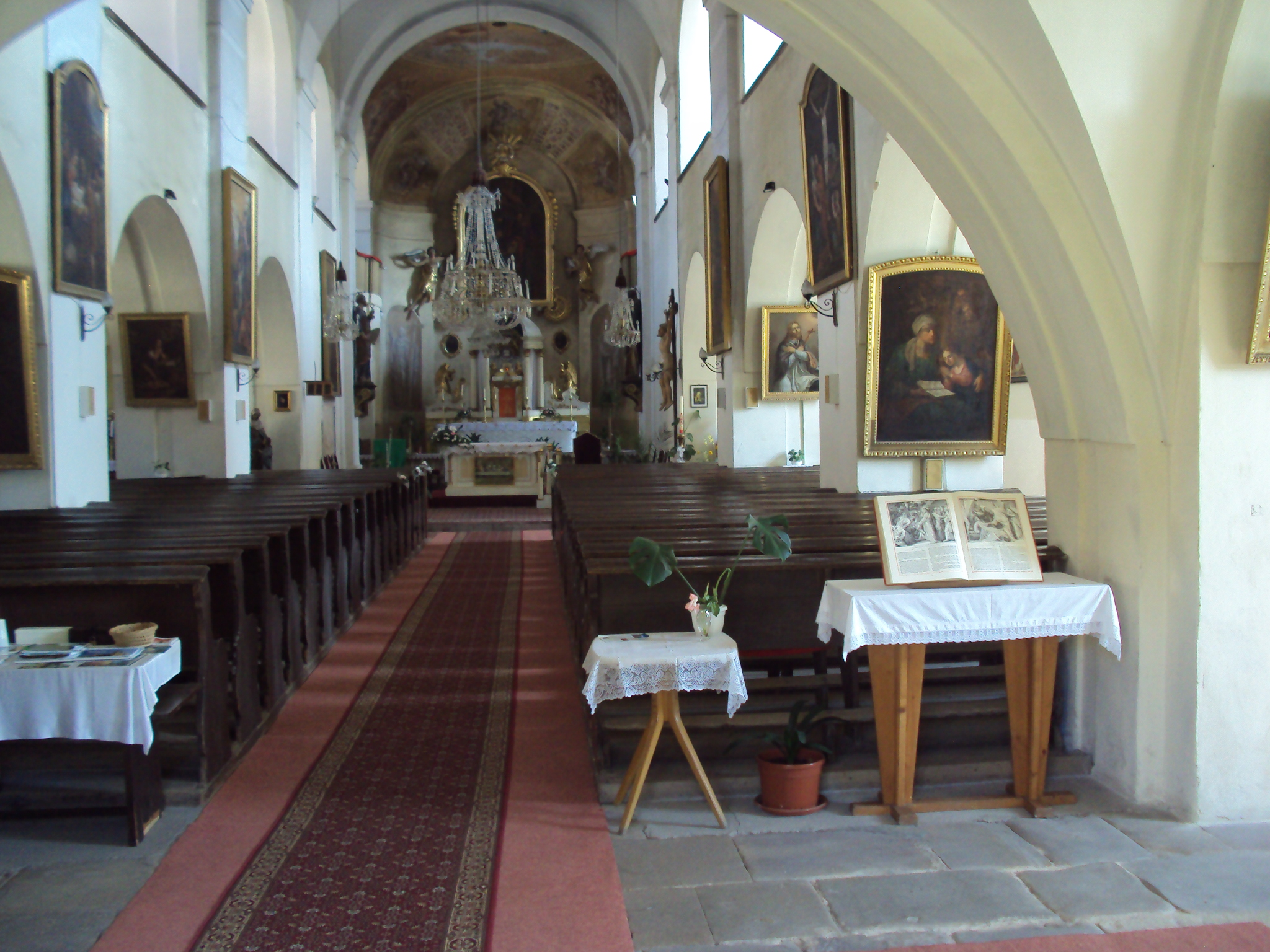
Interiér kostela

Při západní straně kostela byl vybudován hřbitov, areál byl ohrazen obdélníkovou zdí, v letech 1673 až 1675 byly do rohů zdí dostavěny čtyři kaple (archandělů Gabriela, Michaela, Rafaela a Uriela) a při jižní zdi pátá svaté Honory byla márnicí. Budova nové fary je z roku 1678. V roce 1787 byly do věže nainstalovány hodiny.
11. června 1806 podlehlo téměř celé město požáru. Shořela i fara, na kostele šindelová střecha i s hodinami a část vnitřního vybavení a poškozeny ohněm byly i svaté ostatky. Ty se podařilo v Sasku zrenovovat a poté mohly být znovu uloženy v kostele. Požár roztavil také zvony, které se zřítily. Při požáru se zachránily alespoň některé církevní písemnosti, které tehdejší farář Josef Christoph Bothe (syn mimoňského sládka), oba kaplani, Anton Schneider (též mimoňský rodák), Franz Blasius Girschik (narozený v Ústí nad Labem) a zvoník Thum, ukryli před ohněm do sklepa fary, rychle je zasypali hromadou písku a v poslední chvíli z již hořící fary utekli.
Po požáru byl kostel obnoven a stavebně upraven: celá stavba chrámu byla zvýšena a chrámová loď byla propojena s věží, byla zhotovena nová střecha pokrytá taškami. Byly koupeny varhany, dovezeny z Prahy i nové zvony. V roce 1831 byly namontovány nové hodiny a roku 1838 byl zavěšen za velkého zájmu obyvatelstva spolu s přetaveným velkým zvonem i další menší. V témže roce byl kostel zasažen úderem blesku a při tom byla zničena všechna okna. Krátce poté byl na věž nainstalován bleskosvod.
Po zrušení kostela Nanebevzetí Panny Marie ve Svébořicích po roce 1948 sem byla přenesena soška Panny Marie Loretánské.

### Zvony
Díky zachráněným materiálům během požáru v roce 1806 je známo, že za katolického faráře Davida Ignatze Klehra, původem z Mimoně, který zde působil v letech 1651 až 1656, byly v roce 1655 posvěceny dva zvony. První ke cti sv. Petra a Pavla vážil 3 centy a 66 pfundů (liber), což je přibližně 219 kg. Druhý zvon svatých Jiřího a Agapita měl hmotnost 7 centů 30 pfundů, to je přibližně 449 kg. Oba byly částečně z nového materiálu a částečně ze starých zvonů o nichž však není dochována bližší informace. Farář Klehr v roce 1656 přesídlil do Benešova nad Ploučnicí, kde zůstal čtyři a půl roku, po nichž se stal kanovníkem u sv. Víta v Praze na Hradčanech, kde potom zemřel 2. května 1672. Za přestavby kostela v letech 1661 až 1663, kterou vedl litoměřický stavitel Santini Bossi a financovali majitelé mimoňského panství bratři Franz Edmund a Dominik Ignatz Putzové, byl obstarán zvon na samostatně stojící věž, která byla kostelní zvonicí. Šlo pravděpodobně o starší zvon, pořízený již roku 1577 v Mladé Boleslavi, tehdy ještě za luteránského pastora Michaela Tylenuse. Na Velikonoce 1686 pukl 109 let starý zvon z roku 1577 a musel být přelit v Mladé Boleslavi zvonařem francouzského původu Jeanem Briqueiem. Přelití zvonu obstaral farář Wenzel Franz Mönich, který 22. dubna 1668 vysvětil novou kapli Svatého (Božího) hrobu. Přelitý zvon vážil 21 centů a 19 pfundů, tedy asi 1 311 kg, počítáme-li že 1 cent byl tehdy přibližně 62 kg a 1 pfund asi 0,50 kg. Byl dokola opatřen latinským nápisem „In DIVIDVae TrInItatI Deo patri IngenIto fILIo VnIgenIto et spIrItVI sanCto“ (Božské Trojici, Bohu otci, vtělenému Synu jednorozenému a Duchu svatému), v jehož chronogramu byl zvýrazněnými římskými číslicemi uveden letopočet 1686.
V neděli 24. července 1689 světil pražský biskup Ignatius Dlauhoweský z Longovilly celý dokončený církevní areál na Kostelním vrchu s kostelem, zvonicí, hřbitovem o čtyřech nárožních kaplích archandělů (Gabriela, Michaela, Rafaela a Uriela) a páté umrlčí kapli sv. Honory a s novou farou. Den předtím, v sobotu 23, července 1689, vysvětil také všech pět mimoňských zvonů. Největší z nich vážil 16 centů a 13 pfundů, což je zhruba 998 kg. Při této slavnosti, která trvala celý týden od 19. do 25. července roku 1689 bylo biřmováno celkem 3 700 osob ze širšího mimoňského okolí.

#### Zvony po požáru v roce 1806

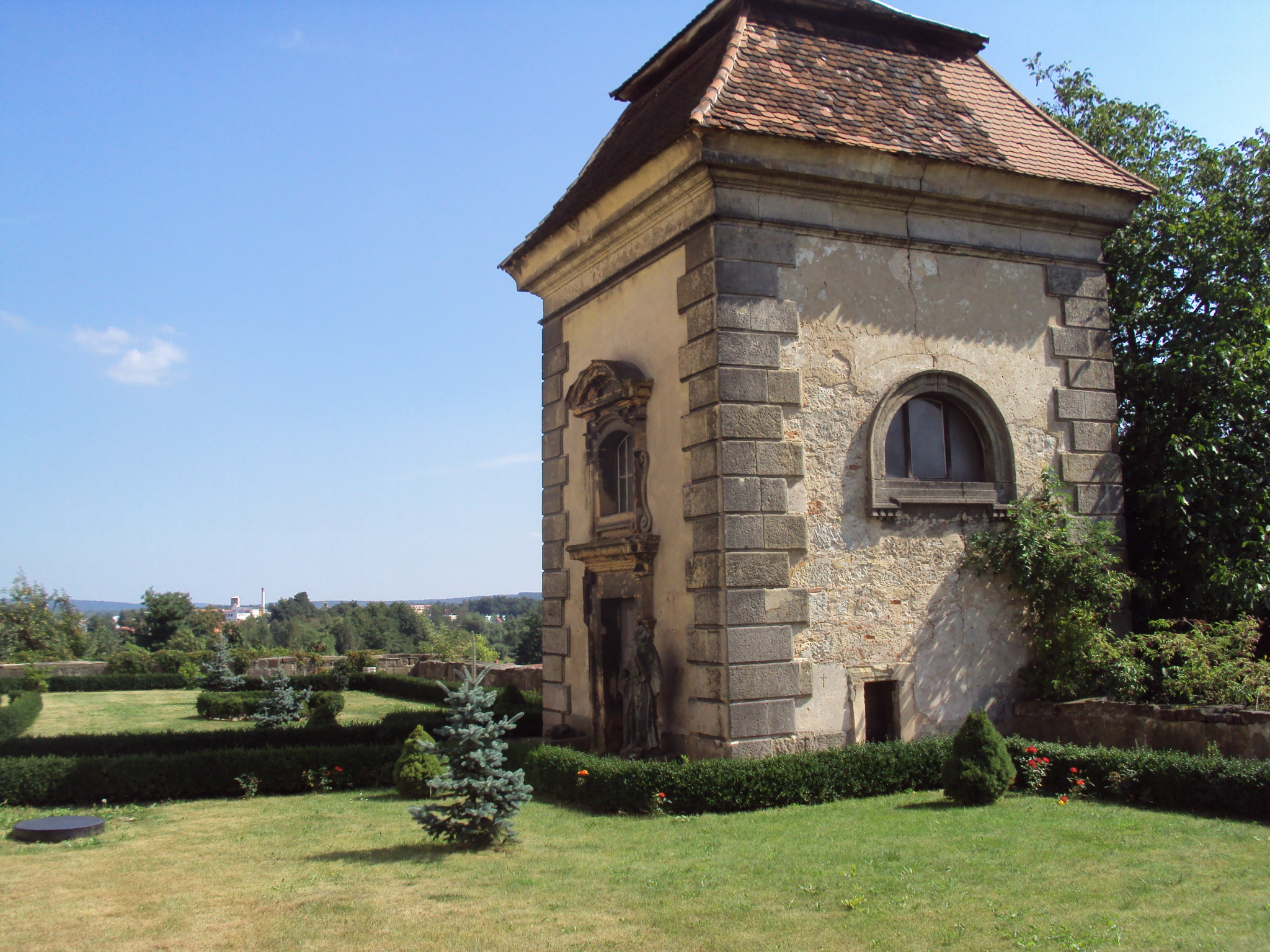
Umrlčí kaple svaté Honory u kostela

Od roku 1772 visel v takzvané svaté (sanktusové) věžičce na střeše kostelní lodi malý zvonek odlitý roku 1770 zvonařem Johannem Georgem Kühnerem v Praze. Je jediným, který po požáru 11. června 1806 byl nalezen ve spáleništi kostela téměř neporušený, ostatní zvony, které byly zavěšeny ve zvonici věže se žárem roztavily. Obnovovanému kostelu daroval 27. dubna 1807 dobrodinec, Anton Pietsch ze Hvězdova, zvon „umíráček“ označený německým nápisem „Sterbenstunden-Menschenleid halle ich zur Ewigkeit“ (poslední hodinu lidské bolesti zním k věčnosti). Pod ním visel zvonek darovaný Mimoni pražským obchodníkem Ignatzem Ludwigem narozeným v Mimoni. Bylo na něm napsáno „Mein Dasein schuf die große Feuerstbrunst, die Niemes fast ganz in Flammen brachte und tausend Menschen von Gewerb und Kunst zu jammervollen Bettlern machte“ (moje bytí připomíná velký žár ohně, který téměř celou Mimoň uvedl do plamenů a tisíc lidí od řemesla a umění učinil žalostnými žebráky). Takzvaný nový zvon, zasvěcený sv. Floriánovi, ochránci před ohněm, darovala hraběnka Eleonora Hartig rozená Coloredo, vdova po zemřelém mimoňském osvíceneckém hraběti Franzi Hartigovi de Paula, která se osobně angažovala při hašení požáru.

Zvon vážil 20 centů a 96 pfundů (což je asi 1 288 kg). Všechny zvony odlila v Praze Kühnerova vdova zvonařka Anna Kühnerová. Materiál k nim byl částečně nový, částečně bylo využito slité hmoty dřívějších zvonů. Potom co byly se slávou a jásáním zavěšeny do nové zvonové stolice v opravené věži, zněly k radosti všech obyvatel města po celou jednu hodinu.

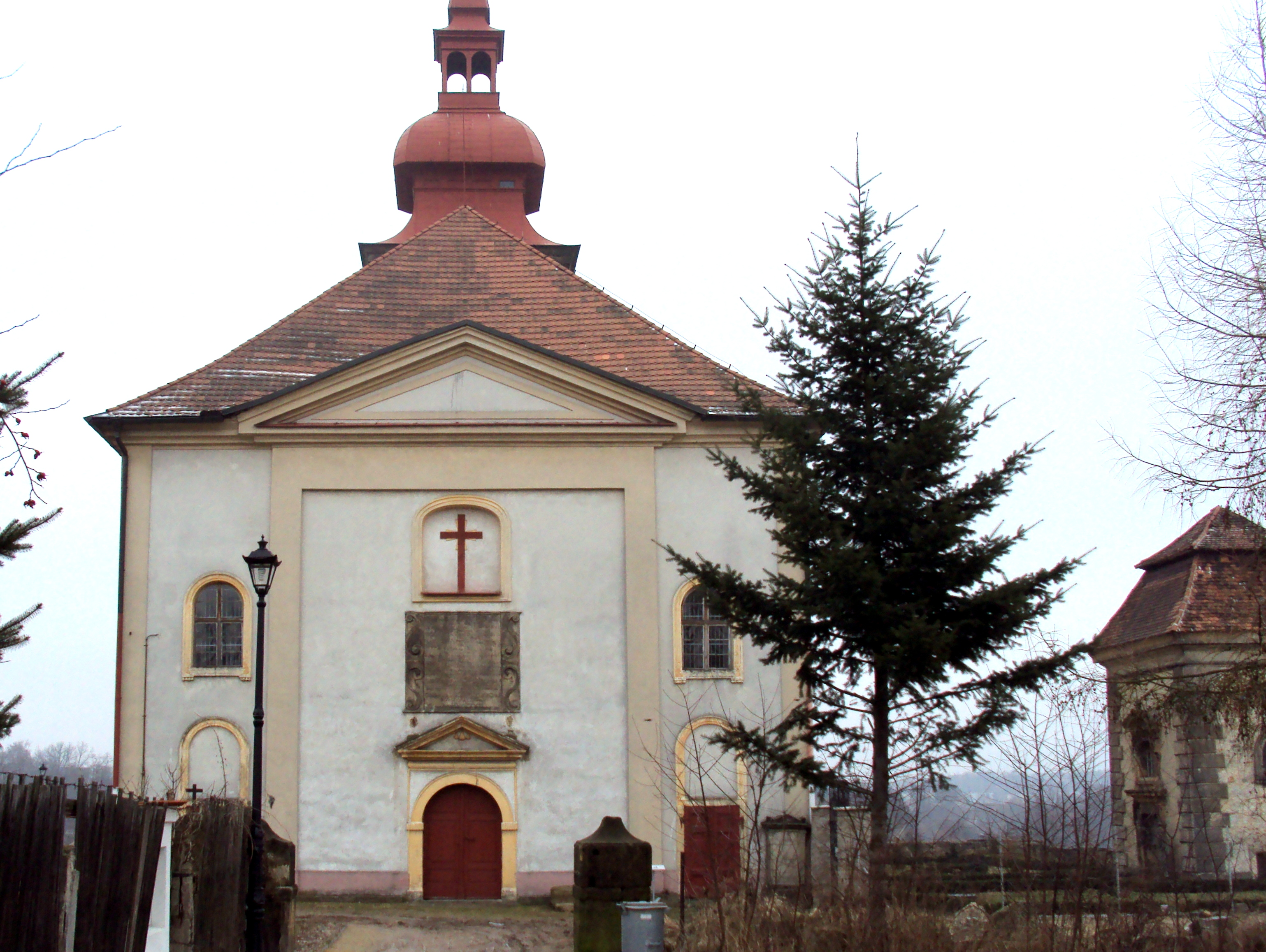
Vstupní část kostela, vpravo kaple svaté Honory

Na jaře 1834 se na novém zvonu objevila trhlina, a přestože byl opraven, neměl již původní čistý tón. Proto ho tehdejší farář Adalbert Würfel nechal v listopadu 1837 odvézt do Prahy k přelití u osvědčeného mistra zvonařského Karla Bellmanna, zetě Kühnerových, který k jeho přelití použil materiálu prasklého zvonu. Dne 9. února 1838 pertoltický povozník Josef Knobloch odvezl z Prahy přelitý zvon sv. Petra, Pavla, Jiřího a Agapita spolu se zcela novým „klekáníčkem“ sv. Josefa. Druhého dne, 10. února 1838 v půl desáté dopoledne, dovezl oba zvony do Mimoně. Odpoledne byly zvony prozatímně uloženy na hřbitov u kostela. Velký zvon vážil 25 centů, tedy asi 1 550 kg a malý „klekáníček“ sv. Josefa 4 centy a 96 pfundů, což odpovídá přibližně 296 kg.
Pro zavěšení zvonů, kvůli němuž muselo být zvětšeno jedno z věžních oken, byl vybrán 11. březen 1838, den devětatřicátých narozenin mimoňského hraběte Franze Hartiga. Dopoledne v půl deváté se konala velká zpívaná mše, po níž měl farář Würfel slavnostní řeč. Potom z kostela vyšlo procesí k následujícímu svěcení zvonů. Na hřbitově se natěsnalo velmi mnoho věřících z Mimoně i z nejbližšího okolí. Nejprve byl na lanech vedených přes kladky vytažen na věž velký zvon a po něm zvon malý.
Při klekání před slavností Jména Ježíšova 3. ledna 1871 se přetrhlo srdce velkého zvonu. V kovárně bylo opraveno a zvon dostal železnou kolejnici. Při zvonění v předvečer svátku Narození Panny Marie, tedy 7. září 1878, se roztrhl řemen, na němž viselo zvonové srdce velkého zvonu, které naštěstí při svém pádu nikoho nezranilo. Když se vyzvánělo při procesí o Božím Těle 1896, prasklo pravé ložisko velkého zvonu, ale čepy se udržely na železné kolejnici, což zabránilo pádu zvonu.

#### První světová válka
Za první světové války byly 30. srpna 1916 rekvírovány nejprve malý zvon o váze 414 kg a po něm i velký zvon vážící 1 400 kg. Spouštění každého z nich trvalo asi půl hodiny a pověřena jím byla českolipská stavební firma Jisba. Vojenská správa z Litoměřic byla přímo posedlá získáváním zvonoviny pro výrobu děl, takže si vzala také malý zvonek ze hřbitovní kaple, který vážil pouhých 48 kg. Další tři zvony z věže byly sejmuty dne 24. července 1917, takže zůstal jenom nejmenší zvon, aby bylo vůbec možno něčím vyhlásit poplach nebo odzvonit „umíráčkem“. Obě rekvizice zvonů se velmi citelně dotkly veřejného mínění a nálady mimoňského obyvatelstva.
Po první světové válce byla uspořádána veřejná sbírka na pořízení nových zvonů, která vynesla přibližně 70 000 Kč. Nejprve, již v roce 1921, byl dodán chomutovským zvonařem Richardem Heroldem 35 kg vážící „umíráček“, který byl zavěšen do severního koutu vytvářeného severní stěnou věže a východní zdí kostelní lodi, jak je ještě ve 21. století patrné podle dochovaného třmenu, na němž byl zavěšen. Měl na sobě nápis „Sterbenstunden-Menschenleid halle ich zur Ewigkeit“, stejný jako byl na původním umíráčku darovaném 27. dubna 1807 panem Antonem Pietschem z Hvězdova.
Další zvony odlilo broumovské zvonařství Oktava Wintera 21. dubna 1923. Z Broumova je do Mimoně přivezl 27. května 1923 povozník Wagner, po linii své matky potomek někdejšího povozníka Knoblocha z Pertoltic, který dovezl 10. února 1838 předchozí zvony od pražského zvonaře Karla Bellmanna. Nové zvony z Broumova byly čtyři. Velký o váze 1 396 kg, mariánský o hmotnosti 614,50 kg, sv. Josef vážící 304 kg a malý zvon, dar katolického lidového svazu s hmotností 79 kg. Požehnání svátečně ozdobených zvonů se konalo před kostelem, a ještě téhož dne, 27. května 1923, byly zvony kladkostroji vytaženy na věž. Po jejich zavěšení prvně vyzváněly v 16 hodin a 15 minut na památku padlých ve světové válce.
Nové zvony od Oktava Wintera ale na věži nezůstaly ani dvacet let. Nastala druhá světová válka a s ní přišly opětovné rekvizice zvonů. Z věže byly 14. března 1942 nejprve sejmuty dva zvony pořízené na jaře 1923 v Broumově a 16. března 1942 to byly další dva zvony obětované pro potřeby válečného zbrojního průmyslu. Ponechán byl opět pouze malý zvonek pro možné
vyhlášení poplachu.

#### Po druhé světové válce

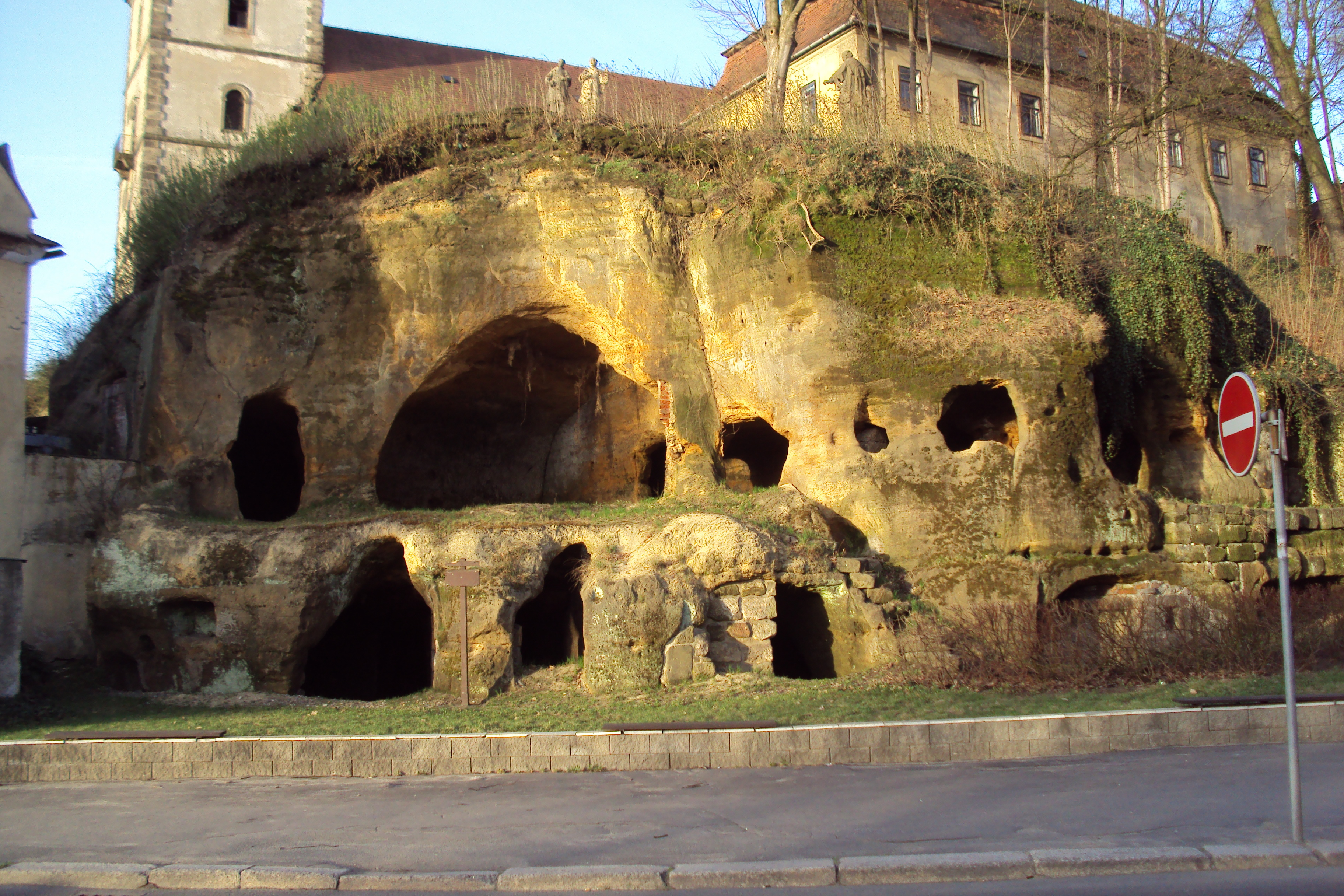
Sklepy ve skále pod kostelem

Ve věži zůstaly umístěny následovně jenom dva zvony. Malý má na sobě reliéf ukřižovaného Ježíše Krista a nápis „Ioann Georg Kühner-fudit me Praga 1770“ (Johann Georg Kühner ulil mě v Praze 1770). Je to s největší pravděpodobností ten, který od roku 1772 visel v sanktusové věžičce na hřebeni střechy kostela a vydržel i pád do jeho spáleniště při celoměstském požáru Mimoně dne 11. června 1806. Velký zvon je ozdoben reliéfem archanděla Michaela a opatřen nápisem „Gegosen von Anton Nowotny Temeshvar 1913-N 3788 Erfindung von Anton Nowotny“ (ulito Antonem Nowotnym, Temešvár 1913-N 3788 vynález Antona Nowotneho). Oním „vynálezem“ jsou snad míněny malé otvory ve tvaru velkého písmene „S“ uspořádané v řadě vytvářející věnec okolo horní části zvonu po jeho obvodu. Něco podobného se u jiných zvonů nevyskytuje a mimoňský větší zvon je tak jinde nevídaným, skoro unikátním. Jak a kdy se tento zvláštní zvon do Mimoně dostal není oficiálně známo. Traduje se, že po druhé světové válce, snad ještě v roce 1945, kdy mimoňským nádražím projížděly vlaky, které z Německa odvážely různý materiál zpět do evropských států, v nichž byl uloupen. Na jednom z vagonu vlaku, který zde zastavil, spatřili Mimoňští vhodný zvon. Je prý možné, že si ho, ne zrovna čistým způsobem, přivlastnili, ale je to pouze nepotvrzený dohad či snad legenda předávaná ústně. Jaká byla skutečnost, to se již asi neprokáže ani nevyvrátí.
Oba zvony byly zavěšeny na pevno, nepohybovaly se a byly rozeznívány údery elektricky poháněných kladívek. Dne
23. června 2020 firma Impuls-B z Ostravy-Staré Bělé nově upravila zavěšení obou zvonů tak, aby se při zvonění opět rozhoupávaly. Zároveň byly pootočeny asi o 45 stupňů, aby údery jejich srdcí směřovaly do jiných míst na okraji zvonů a nevytloukaly zvonovinu stále na stejných místech. Během těchto úprav došlo také na zvážení a přeměření zvonů, přičemž bylo zjištěno následující. Malý zvon (z ulitý roku 1770 v Praze) váží 40 kg a má průměr 435 mm, větší zvon (z uherského Temešváru, což je dnešní Timisoara v Rumunsku) je o hmotnosti 280 kg a jeho průměr je 790 mm. Oba dva nově zavěšené zvony pak prvně zvonily při začátku poutní mše v neděli 28. června 2020.
Kromě zvonů je na věži mimoňského kostela instalována elektronická zvonkohra. Není sice skutečnou zvonkohrou, protože
její melodie nejsou vyluzovány zvonky, ale linou se jen zprostředkovaně z reproduktorů. Obsahuje však mnoho melodií, které se různě střídají. Elektronická zvonkohra se z kostelní věže poprvé rozezněla 27. listopadu 2015.

#### Nové zvony v roce 2023
V neděli 14. května 2023 při mši svaté v kostele sv. Petra a Pavla v Mimoni posvětil dva nové zvony litoměřický biskup Jan Baxant. Zvony byly odlity v Itálii a do Mimoně dorazily 12. prosince 2022, načež byly umístěny u betléma, kde čekaly na posvěcení a následné zavěšení na svá místa ve věži kostela. Iniciátorem pořízení nových zvonů byl místní duchovní správce P. Richard Cenker SVD. Větší ze zvonů váží 480 kg (ten původní vážil jednu tunu) a je na něm znak města Mimoně, protože město přispělo na jejich výrobu částkou jeden milion korun.

## Současný stav
Kostel i barokní fara slouží svému účelu a jsou uvedeny v celostátní evidenci kulturních památek pod číslem 19644/5-3146. Chráněny jako kulturní památka jsou rovněž sochy u kostela. Všechny uvedené objekty jsou zároveň součástí do mimoňské poutní cesty, vybudované roku 2007. Z pěti původních kaplí postavených v letech 1672–1675 vně kostela byly čtyři rohové zbořeny, zachovala se pouze jedna.
První sobota v září je výročním dnem uložení ostatků patronů a v kostele se konává mše, při níž se schránky ostatků odkrývají. Bohoslužby se zde konají denně.
Kostel byl zapojen do akce Noc kostelů 24. května 2013, stejně i o rok později.